# Villotte-sur-Ource
Villotte-sur-Ource ist eine französische Gemeinde mit 106 Einwohnern (Stand 1. Januar 2022) im Département Côte-d’Or in der Region Bourgogne-Franche-Comté (vor 2016: Burgund). Die Gemeinde gehört zum Arrondissement Montbard und zum Kanton Châtillon-sur-Seine.
Die Einwohner werden Villottois und Villottoises genannt.

## Toponymie
Villotte ist ein Diminutiv vom französischen Wort ville (deutsch Stadt), der Name Villa weist auf einen Meierhof oder ein Landgut hin. In der Nachbargemeinde Maisey-le-Duc besaßen die Herzöge von Burgund im Mittelalter eine Burg und in Villotte ein Kastell. Sie hielten sich im Kastell bei einigen Gelegenheiten auf, das für sie ein Landgut, eine Villa darstellte.
Schreibweisen des Gemeindenamens im Laufe der Jahrhunderte:
- Villetta (1145),
- Viletta (1169),
- Vilete (1190),
- Vilote (1252),
- Vilote oder Villote (1371),
- Villote (1423),
- Villote près Maisey (1574),
- Villote les Maisey (17. Jahrhundert),
- Villote (1750, Karte von Cassini),
- Villote près Maisey sur Ource (1783),
- Villote (1793),
- Villotte-sur-Ource (1802)[2][3][4]

## Geographie
Villotte-sur-Ource liegt circa acht Kilometer östlich von Châtillon-sur-Seine in dessen Einzugsbereich (Aire urbaine) in der Région naturelle Châtillonnais.
Umgeben wird Villotte-sur-Ource von den sechs Nachbargemeinden:
| Brion-sur-Ource  | Bissey-la-Côte                              | Courban |
| Prusly-sur-Ource | Kompassrose, die auf Nachbargemeinden zeigt | Louesme |
|                  | Maisey-le-Duc                               |         |

Villotte-sur-Ource liegt im Einzugsgebiet des Flusses Seine. Die Ource, ein Nebenfluss der Seine, durchquert das Gebiet der Gemeinde.
17 % der Fläche der Gemeinde besteht aus Gemeindewald, 43,5 % aus privatem Wald, 39,5 % der Fläche sind unterschiedlich belegt.

## Geschichte
Der Ort begann erst zu Beginn des 14. Jahrhunderts sich als Gemeinde zu etablieren. Die Bedeutung war zunächst gering, handelte es sich eher um einen Weiler mit gerade vier Einwohnern, der Teil der Pfarrgemeinde von Maisey war. Die Geschichte von Villotte verlief infolgedessen entsprechend der von der heutigen Nachbargemeinde. Villotte gehörte zum Herzogtum Burgund, danach bis zum Beginn der Französischen Revolution im Jahre 1789 zur Bailliage von Châtillon und zum Bistum Langres. Die Grundherrschaft war zwischen dem Herzog, später dem französischen König, dem Bischof von Langres und dem Abt der Abtei Notre-Dame de Châtillon aufgeteilt. Im Jahre 1740 sahen die inzwischen zahlreicheren Einwohner von Villotte die Abgaben und Zinsen, die sie an ihre Grundherren zu entrichten hatten, als überzogen an. Sie forderten eine leichte Ermäßigung, die ihnen gewährt wurde. Im Jahre 1783 wurden ihnen alle Schulden gegenüber den Kirchenvertretern erlassen.
Die Schmieden von Villotte gehen bis auf das frühe 16. Jahrhundert zurück mit einer Schmiede mit einem Feuer, das mit den Produkten von Schmelzöfen aus der Umgebung beliefert wurde. Gegen Ende des 17. Jahrhunderts entwickelte sich die Industrie und ein zweites Feuer wurde hinzugefügt. Das Erz wurde auf den Gebieten der Gemeinden Villotte, Maisey und Prusly gewonnen. Die Mehrzahl der Bewohner der Orte war bei der Eisenerzgewinnung beschäftigt. Im 19. Jahrhundert gelangten die Anlagen in den Besitz der Familie Cailletet-Lapérouse. Louis Paul Cailletet war Physiker und Chemiker und führte im Jahre 1855 erste Versuche mit der Verhüttung unter hohen Temperaturen. Zuvor, im Jahre 1840, wurde beim Guss die Holzkohle durch Kohle ersetzt mit dem Ziel der Kostensenkung, um gegenüber den Mitbewerbern bestehen zu können. Diese Versuche hatten nur den Erfolg, die Fabriken bis 1871 in Betrieb zu halten. Der Besitzer sah die Entwicklung jedoch voraus und traf Vorkehrungen, mithilfe der Errichtung einer Ziegelei, einer Nudelfabrik und eines Milchhof von der Eisenindustrie loszukommen. Eine Rindenmühle wurde immerhin bis 1873 betrieben. Zu Beginn des 20. Jahrhunderts entwickelte sich eine Käseindustrie auf Basis der kleinen Molkereien, die es in zahlreichen Dörfern gab. Problem bei der Vermarktung der Milch erschwerten das Wachstum der Produktion in den 1920er Jahren und führten zur Gründung von kleinen Kommunalverbänden, in die sich insbesondere Louis Desliens, Tierarzt in Châtillon, einbrachte. Seine Tätigkeit mündete in die Gründung der Milchkooperative von Villotte im Jahre 1932 und von Villers-Patras im Jahre 1947.
Im Zweiten Weltkrieg bestand der Maquis Valentin-Balzac aus 50 Männern, die ihre Unterkunft auf dem Bauernhof Sainte-Marie hatten. Als Folge einer Denunziation oder einer Unvorsichtigkeit griffen am 13. Oktober 1943 7.000 deutsche Soldaten den Bauernhof mit Panzern an. Viele Maquisards flüchteten in den Wald, sieben wurden gefangen genommen und deportiert. Maurice Bailly (18), Guy Rathueville (19), Roland Devred (19), Yves Balley (19) begingen am folgenden Tag Selbstmord mit dem Zünden einer Granate, um nicht in die Hände des Feindes zu gelangen. Eine Stele mit den Namen der jungen Männer wurde 60 Jahre später an dem Ort errichtet. Pierre Roisselet sprang aus dem fünften Stock des Gestapogefängnisses in Dijon.

## Einwohnerentwicklung
Nach Beginn der Aufzeichnungen stieg die Einwohnerzahl bis zur Mitte des 19. Jahrhunderts auf einen Höchststand von rund 380. In der Folgezeit sank die Größe der Gemeinde bei kurzen Erholungsphasen auf einen Tiefstand bis nach dem Zweiten Weltkrieg von rund 80 Einwohnern, bevor sich in den 1970er Jahren eine Phase moderatem Wachstums einstellte.
| Jahr                       | 1962 | 1968 | 1975 | 1982 | 1990 | 1999 | 2006 | 2011 | 2022 |
| -------------------------- | ---- | ---- | ---- | ---- | ---- | ---- | ---- | ---- | ---- |
| Einwohner                  | 93   | 86   | 80   | 86   | 105  | 114  | 113  | 119  | 106  |
| Quellen: Cassini und INSEE |      |      |      |      |      |      |      |      |      |

## Wappen

Wappen von Villotte-sur-Ource

Das Wappen der Gemeinde wurde am 18. November 1996 vom Gemeinderat verabschiedet und am 10. Dezember 1996 vom Leiter des Archivs des Départements in Dijon genehmigt.
Die beiden Pilgermuscheln weisen auf die Pfarrkirche hin, die Jakobus dem Älteren geweiht ist. Der geschwungene Balken symbolisiert den Fluss Ource. Die früheren Schmieden und Schmelzöfen werden durch das Zahnrad repräsentiert.

## Sehenswürdigkeiten

### Pfarrkirche Saint-Jacques le Majeur
Die Ursprünge der Kirche gehen aus das Frühmittelalter zurück. Der Chor und das Joch unter dem Glockenturm wurden im 16. Jahrhundert errichtet. Der Chor besitzt ein Kreuzrippengewölbe, der Glockenturm erhebt sich über der Vierung der Kirche. In der ersten Hälfte des 19. Jahrhunderts wurden das Langhaus und die Vorhalle im Stil der französischen Klassik gebaut. Im Jahre 1876 wurden der Helm und das Gesims des Glockenturms neu gebaut, nachdem sie durch einen Blitzeinschlag beschädigt worden waren. Das Dach. welches ursprünglich aus Stein gedeckt war, wurde zwischen 1911 und 1913 vollständig mit Ziegeln neu gedeckt. Der frühere Wetterhahn auf der Turmspitze wurde 1902 ausgetauscht und erneut 1988, diesmal mit der Installation eines Blitzschutzes.

### Schloss Villotte
Das Schloss wurde 1830 im Stil der Epoche auf dem Platz des Kastells der Herzöge von Burgund neu gebaut. Ein Nebenarm der Ource durchschneidet den Park mit schönen Bäumen verschiedener Baumarten. Von 1960 bis 1983 war das Anwesen im Besitz der  Mairie des 10. Arrondissements in Paris und beherbergte ein Ferienlager. Soraya und Hervé Bordet kauften das Schloss und richteten die Nebengebäude als Wohnungen für Senioren ein.

## Wirtschaft und Infrastruktur

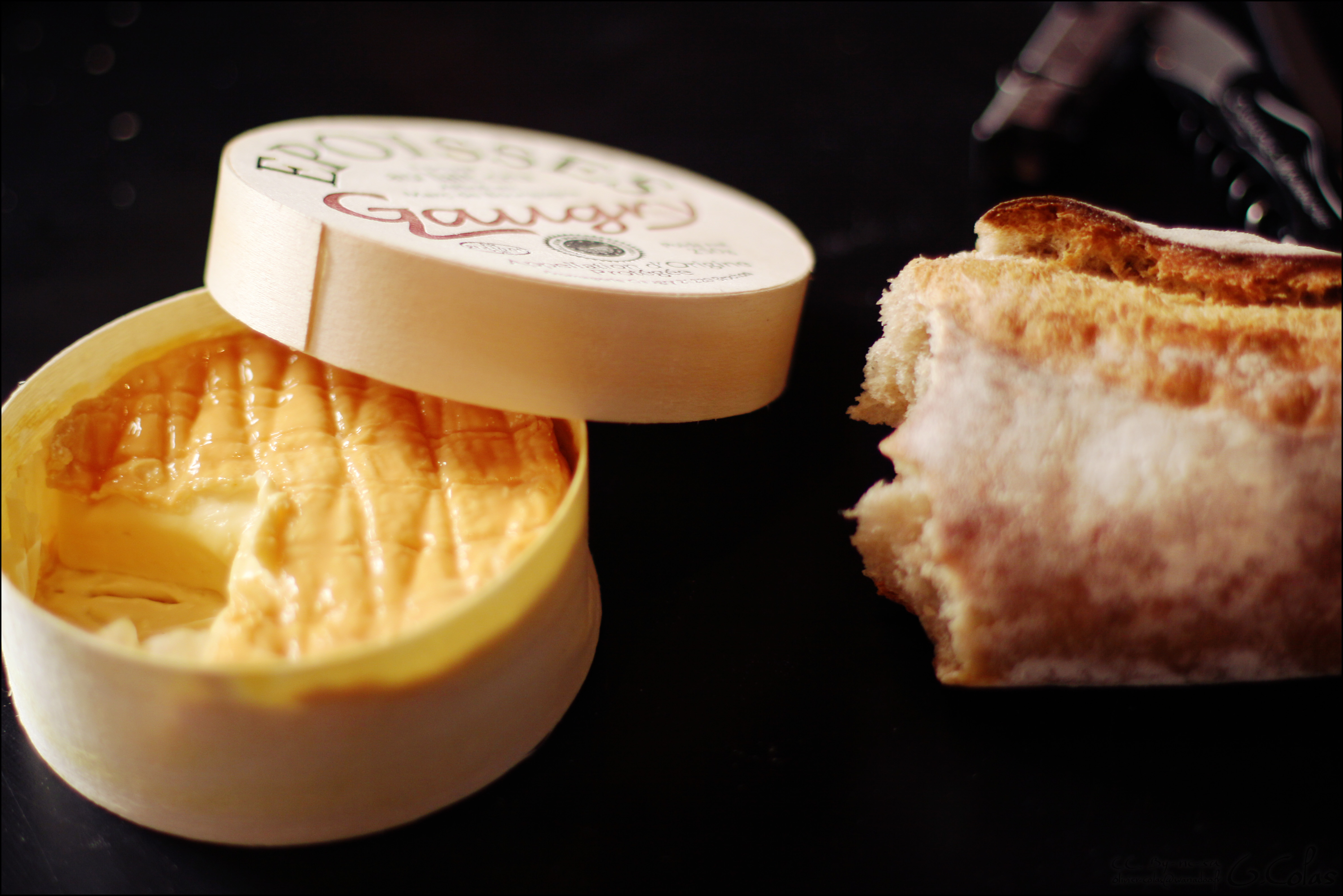
Époisses-Käse in seiner Holzschachtel

Villotte-sur-Ource liegt in der Zone AOC des Époisses, eines Weichkäses aus Kuhmilch.

### Verkehr
Villotte-sur-Ource ist erreichbar über die Routes départementales 13, 13C und 928, die ehemalige Route nationale 428.

## Persönlichkeiten

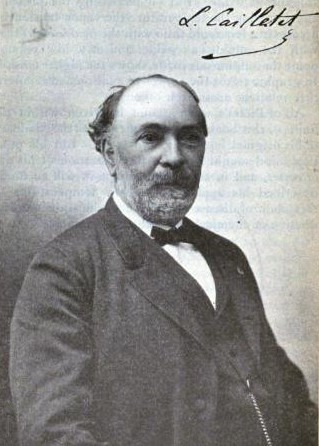
Louis Paul Cailletet

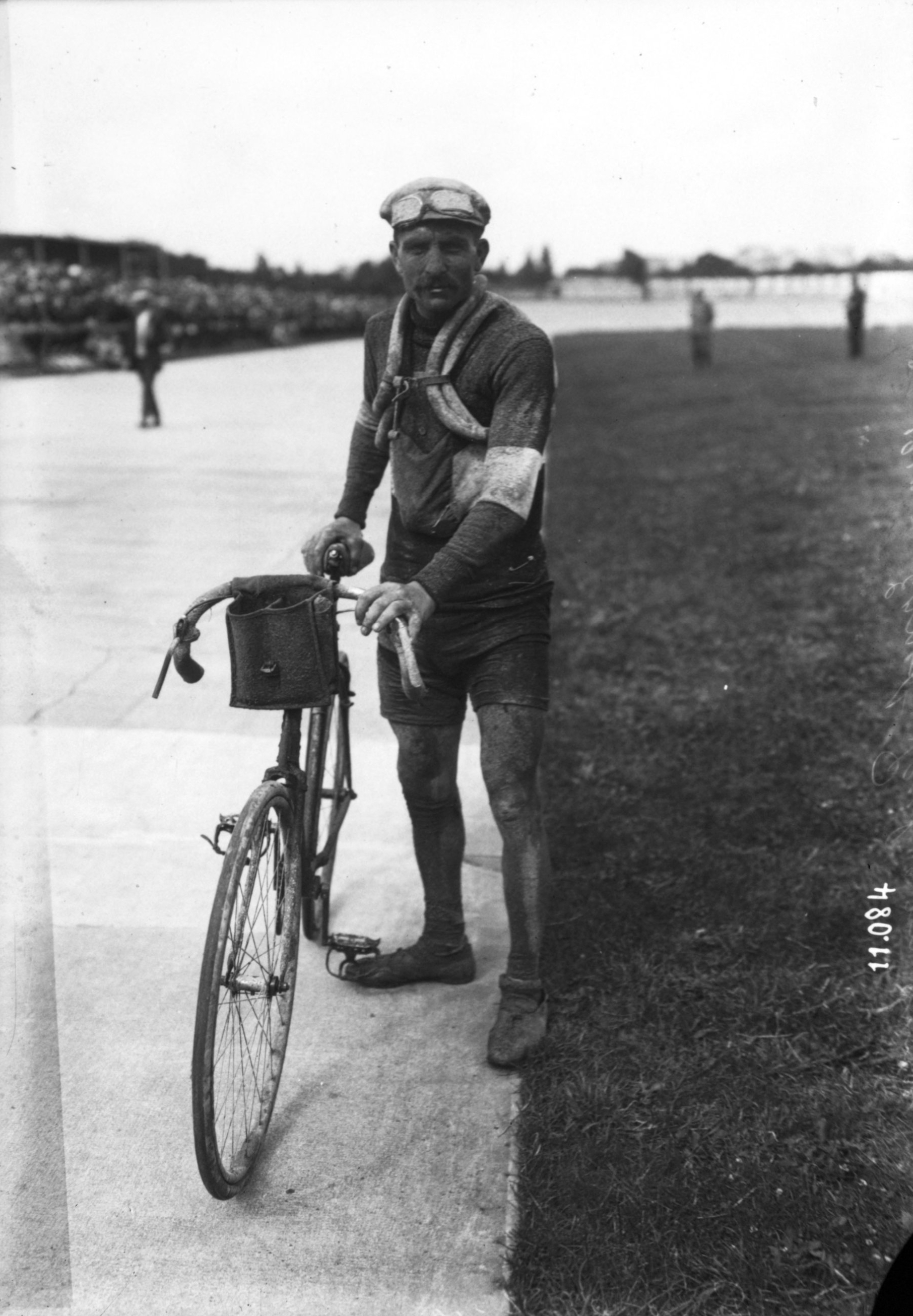
Ernest Paul bei der Ankunft der Tour de France im Jahre 1910

- Charles Jean-Claude Damotte, geboren am 8. März 1802 in Villotte-sur-Ource, gestorben am 15. Januar 1869 in Tonnerre, ist in Villotte-sur-Ource beigesetzt worden. Er entwickelte Ideen über Handel, Arbeitsorganisation, Versicherung, zu religiösen und politischen Themen, die er auf seine Kosten drucken ließ und in ganz Frankreich und dem Ausland verbreitete und direkt an den französischen Kaiser und dem Papst sendete.[16]

- Louis Paul Cailletet, geboren am 21. September 1832 in Châtillon-sur-Seine, gestorben am 5. Januar 1913 in Paris, war Physiker und Chemiker. Seine Experimente führten dazu, dass er 1877 erstmals Sauerstoff, Stickstoff, Wasserstoff und Luft verflüssigen konnte.[16]

- Ernest Paul, geboren am 5. Dezember 1881 in Villotte-sur-Ource, gestorben am 9. September 1964 in Saint-Gatien-des-Bois, Département Calvados, war Straßenrennfahrer. Er führte den Sport als Profi in den Jahren 1908 bis 1914 und von 1919 bis 1922 durch, unter anderem mit zwei Etappensiegen bei der Tour de France.[16]

- Georges Serraz, geboren am 13. Januar 1883 in Is-sur-Tille, gestorben am 20. Juni 1964 in Paris, war Maler und später Bildhauer, der sich auf religiöse Motive spezialisierte. Im Jahre 1930 kaufte er ein Haus in Villotte-sur-Ource, in dem er arbeitete. Er hinterließ der Gemeinde und in ganz Frankreich mehrere Werke. Er wurde neben seinen beiden Ehefrauen auf dem Friedhof von Villotte-sur-Ource beigesetzt.[16]

- Marcel Rousselet, geboren am 6. Dezember 1893 in Lille, gestorben am 21. März 1982 in Paris, war Jurist, von 1950 bis 1962 Präsident des Appellationsgerichts in Paris und Mitglied der Académie des sciences morales et politiques. Er kaufte im Jahre 1935 ein Haus in Villotte-sur-Ource, um dort mit seiner Familie seine Ferien zu verbringen.[16]

- Jean-Charles Brun, geboren im Jahre 1910 in Paris, gestorben im Jahre 1995 in Villotte-sur-Ource, war Maler. Er zog 1970 nach Villotte-sur-Ource, wo er mit seiner Frau das Haus von Frau Serraz kaufte und bezog. Seine letzten zwölf Jahre litt er an Blindheit.[16]

- René Rémond, geboren am 30. September 1918 in Lons-le-Saunier, Département Jura, gestorben am 14. April 2007 in Paris, war Historiker und Politologe. Er besaß während vieler Jahre einen Zweitwohnsitz in Villotte-sur-Ource.[16]

- André Rousselet, geboren am 1. Oktober 1922 in Nancy, gestorben am 29. Mai 2016 in Paris, war hoher Beamter, Politiker und französischer Unternehmer. Er war einer der beiden Söhne von Marcel Rousselet. André Rousselet empfing seine Freunde und unter anderem auch den französischen Staatspräsidenten François Mitterrand, mit dem er freundschaftlich verbunden war, in seinem elterlichen Haus in Villotte-sur-Ource. 1968 verließ er die politische Bühne und gründete 1984 Canal+. Nach der Trauerfeier in Paris mit der Anwesenheit von Staatspräsident François Hollande wurde er in Villotte-sur-Ource beigesetzt.[17][18]